# Franz Hermann Reinhold von Frank
Franz Hermann Reinhold von Frank (ur. 25 marca 1827 w Altenburgu, zm. 7 lutego 1894 w Erlangen) – niemiecki teolog luterański.

## Życiorys
Franz Hermann Reinhold von Frank spędził swą młodość w Zschernitz, w 1839 roku podjął naukę w gimnazjum w Altenburgu. W 1845 roku rozpoczął studia na filozoficzne, filologiczne i teologiczne na Uniwersytecie w Lipsku, gdzie w 1850 roku został doktorem filozofii, a rok później uzyskał licencjat z teologii. Początkowo był racjonalistą, pod wpływem Adolfa Harlessa zmienił poglądy i stał się zagorzałym zwolennikiem wiary luterańskiej i wczesnej teologii protestanckiej. W 1851 roku został prorektorem szkoły w Ratzeburgu, a dwa lata później nauczycielem religii w gimnazjum w Altenburgu. W 1857 roku został profesorem nadzwyczajnym historii Kościoła i teologii systematycznej w Erlangen, a następnego roku – profesorem zwyczajnym. Od 1875 roku do swojej śmierci był kierownikiem katedry teologii systematycznej. 
Frank wywierał znaczny wpływ na otoczenie nie tylko jako teolog, ale też jako autorytet moralny. Był przekonany o prawdziwości idei konserwatywnych, lecz, dzięki swemu zakorzenieniu w Ewangelii, był zainteresowany współczesnością i dostrzegał ówczesne problemy, dlatego też sprzeciwiał się tendencjom reakcyjnym w sprawach kościelnych i państwowych. Według R. Seeberga jego poglądy znacząco zmieniły się dwukrotnie – w Lipsku został zdobyty dla starej prawdy, w Erlangen – dla starej prawdy głoszonej w nowy sposób. 
Według Franka chrześcijańskie doświadczenie wiary opiera się na trzech czynnikach: wewnętrznym (świadomości grzechu, realności nowego życia), transcendentnym (Bogu osobowym) i pośredniczącym (Słowie Bożym, sakramentach, Kościele). Z tego powodu krytykował racjonalizm za negowanie doświadczenia duchowego, panteizm za kwestionowanie osobowości Boga i poglądy Bauera i Straussa, którzy uważali Kościół za dzieło ludzkie. W swych pracach opisywał ewolucję relacji człowieka do Boga, polegającą na przejściu od stworzenia przez upadek do odrodzenia. Zajmował się także teologią wcielenia.

## Wybrane dzieła
- Evangelische Schulreden (Altenburg, 1856)
- Die Theologie der Concordienformel (4 tomy, Erlangen, 1858–1865)
- System der christlichen Gewissheit (2 tomy, Erlangen, 1870–1873)
- Aus dem Leben christlicher Frauen (Güterslob, 1873)
- System der christlichen Wahrheit (2 tomy, Erlangen, 1878–1880)
- System der christlichen Sittlichkeit (2 tomy, Erlangen, 1884–1887)
- Ueber die kirschliche Bedeutung der Theologie A. Ritschls (Leipzig, 1888)
- Zur Theologie A. Ritschls (1891)
- Dogmatische Studien (Leipzig, 1892)
- Vademecum für angehende Theologen (1892)
- Geschichte und Kritik der neueren Theologie (1894)